# إينا كابلان
إينا كابلان (بالألمانية: Ina Kaplan)‏ هي لاعبة بلياردو أمريكي ‏ ألمانية، ولدت في 14 مايو 1987.

## وصلات خارجية
- إينا كابلان على موقع AZBilliards.com (الإنجليزية)